# Down Came a Blackbird
Down Came a Blackbird (bra: Torturados) é um filme dramático estadunidense de 1995, dirigido por Jonathan Sanger e estrelado por Raul Julia, Laura Dern e Vanessa Redgrave. Foi o último filme de Raul Julia, filmado em outubro de 1994. O ator faleceu duas semanas após o término da produção e um ano antes de seu lançamento. 

## Sinopse
Helen McNulty (Laura Dern) é uma jovem jornalista, que vê com o seu marido Jan Talbeck (Jay O. Sanders), que tira a fotografia para o trabalho sobre a reportagem. Quando Jan Talbeck é morto e afogado numa piscina pelos gangsters espanhóis. Anos mais tarde, Helen conhece Anna Lenke (Vanessa Redgrave) uma advogada que trata das crianças e Tomas Ramirez (Raúl Juliá) um advogado espanhol vê-se tratado pelo consumo pelos suspeitos do costume. Quando Jan Talbeck morreu afogado, a jovem viúva Helen McNulty vê-se envolvido inesperadamente pelos gangsters espanhóis. 